# NGC 4947A
NGC 4947A is een balkspiraalstelsel in het sterrenbeeld Centaur. Het hemelobject werd op 1 mei 1834 ontdekt door de Britse astronoom John Herschel.

## Synoniemen
- ESO 382-4
- MCG -6-29-5A
- PGC 45180